# Джалабашвілебі
Джалабашвілебі (груз. ჯალაბაშვილები) — село в Грузії.
За даними перепису населення 2014 року в селі проживає 310 осіб.